# Wilhelmus Jacobus van Vogelpoel

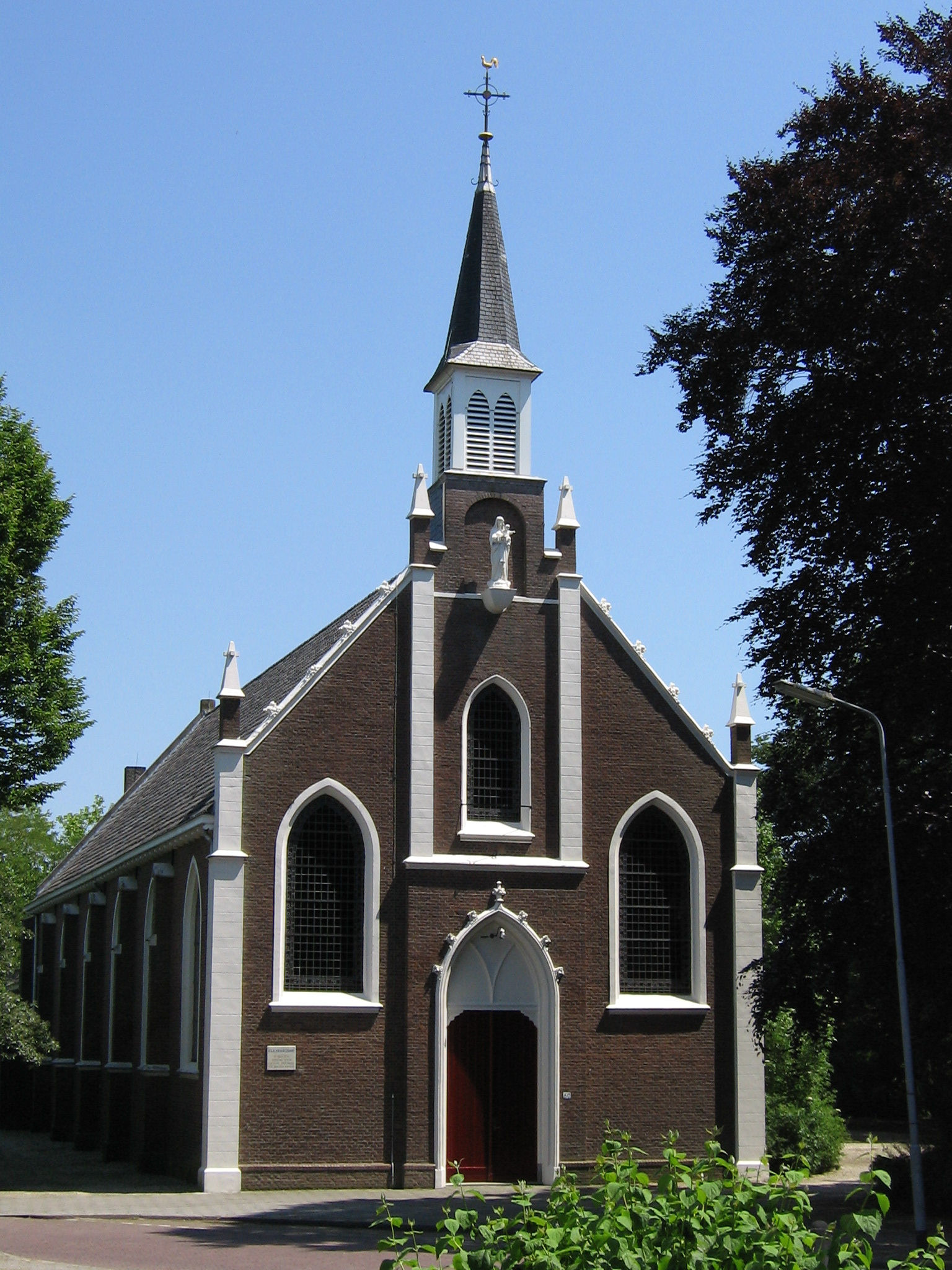
Onze Lieve Vrouw ten Hemelopnemingkerk te Ovezande

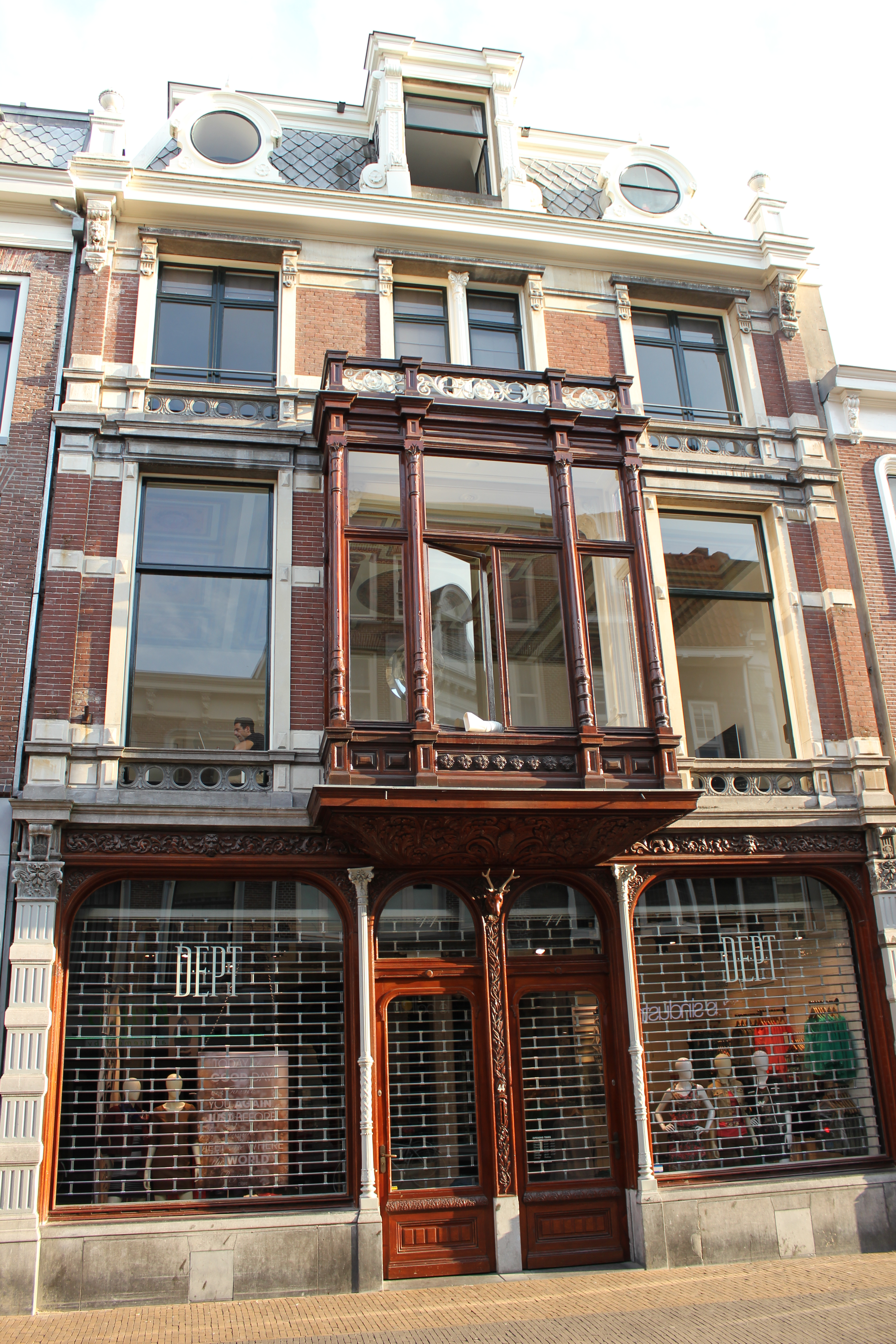
Apotheek, Steenweg 44 te Utrecht (1891)

Wilhelmus Jacobus van Vogelpoel (Utrecht, 11 mei 1837 - aldaar, 1 januari 1903) was de zoon van Gerardus van Vogelpoel en architect van vooral een aantal vroeg neogotische kerken. Het betreft in het algemeen betrekkelijk eenvoudige gebouwtjes.
Hij was woonachtig in Utrecht en zijn werk is voornamelijk in de Nederlandse provincies Utrecht en Zuid-Holland te vinden.

## Werken
- Onze Lieve Vrouw Geboortekerk te Rumpt (1850-1851)
- Onze Lieve Vrouw Hemelvaartkerk te Nieuwkoop (1852), inmiddels gesloopt
- Sint-Antoniuskerk te Overlangel (1853-1854), rijksmonument
- Onze Lieve Vrouw ten Hemelopnemingkerk te Kockengen (1854), inmiddels sterk gewijzigd
- Sint-Barnabaskerk te Haastrecht (1852-1854)
- Sint-Hyppolytuskerkte Kamerik (1854-1855), inmiddels gesloopt
- Sint-Bernarduskerk (Scheepjeskerk) te Hazerswoude-Rijndijk (1854-1855)
- Sint-Nicolaaskerk te Zoetermeer (1857-1858), inmiddels gesloopt
- Onze Lieve Vrouw ten Hemelopnemingkerk te Ovezande (1858-1859)
- Onze-Lieve-Vrouw-Geboortekerk te Berkel en Rodenrijs (1864-1865), inmiddels sterk gewijzigd
- Apotheek te Utrecht (Steenweg 44, 1891)
- Woonhuis te Utrecht, (Oudegracht 203, 1897)